# Deltoclita
Deltoclita là một chi nhện trong họ Thomisidae.